# Absolutely Live
Az 1970-ben megjelent Absolutely Live volt a Doors első koncertlemeze, az 1970-es turné több koncertjének anyagaiból összeállítva.

## A lemezről
A Doors producere, Paul Rothchild a rengeteg felvételből elképesztő és aprólékos munkával állította össze ezt az anyagot. Cél volt egy olyan képzeletbeli koncertösszeállítás létrehozása, amin az egyes dalok legjobb felvételei (esetenként legjobb részletei) szerepelnek. Rothchild szerint az egész albumon több mint 2000 vágás van.
Az 1991-es kiadású In Concert című dupla CD ennek a lemeznek az anyagából és az Alive, She Cried lemezből (és néhány más forrásból származó felvételből) áll.

## Számlista
1. House Announcer – 2:40
2. Who Do You Love (Bo Diddley) – 6:02
3. Alabama Song (Whiskey Bar) (Brecht, Weill) – 1:51
4. Back Door Man (Dixon) – 2:22
5. Love Hides (The Doors) – 1:48
6. Five to One (The Doors) – 4:34
7. Build Me a Woman (The Doors) – 3:33
8. When the Music's Over (The Doors) – 16:16
9. Close to You (Dixon) – 4:04
10. Universal Mind (The Doors) – 4:54
11. Petition the Lord with Prayer (The Doors) – 0:52
12. Dead Cats, Dead Rats (The Doors) – 1:57
13. Break on Through (To the Other Side) / Celebration of the Lizard (The Doors) – 4:36
14. Lions in the Street (The Doors) – 1:14
15. Wake Up (The Doors) – 1:21
16. A Little Game (The Doors) – 1:12
17. The Hill Dwellers (The Doors) – 2:35
18. Not to Touch the Earth (The Doors) – 4:14
19. Names of the Kingdom (The Doors) – 1:29
20. The Palace of Exile (The Doors) – 2:20
21. Soul Kitchen (The Doors) – 7:15

## A zenészek
- Jim Morrison – ének
- Ray Manzarek – zongora, billentyű
- Robby Krieger – gitár
- John Densmore – dob